# Ingombota
Ingombota ist eine Gemeinde der Metropolregion von Luanda, der Hauptstadt von Angola.

## Geschichte
Die Gemeinde entstand in der zweiten Hälfte des 17. Jahrhunderts als ein Lager von entflohenen Sklaven. Nach 1869 wuchs die Einwohnerzahl stark an, als nach einer Pockenepidemie im Viertel Coqueiros die Bewohner nach Ingombata umgesiedelt wurden. Bis in die 1930er Jahre war sie ein Musseque. Mit der massenweisen Zuwanderung von Portugiesen in den 1940er Jahren wurde die schwarze Bevölkerung in das Viertel Operário und an die Peripherie von Luanda verdrängt. In den 1960er Jahren hatte Ingombata bereits einen urbanen Charakter, es gab mehrere Hochhäuser und zahlreiche mehrstöckige Wohnhäuser. Nach der Unabhängigkeit 1975 verließen viele Portugiesen das Land und in die Gemeinde zog nun die gebildete schwarze Mittel- und Oberschicht.

## Verwaltung
Ingombota hat 9,6 Quadratkilometer Fläche und etwa 370.000 Einwohner. Damit ist dieser Teil der Stadt eine der am dichtesten besiedelten Flächen der Hauptstadt und somit das eigentliche Stadtzentrum. Im Westen grenzt die Gemeinde an den Atlantischen Ozean, im Norden an die Bucht von Luanda und im Osten an Rangel.
Bis 2011 war Ingombota ein eigener Kreis (Município) mit den Gemeinden Ingombota, Maculusso, Kinanga, Ilha do Cabo, und Patrice Lumumba. Von 2011 bis 2024 war es eine Gemeinde (Comuna) im Kreis Luanda. Im Zuge der Aufteilung der Provinz Luanda im Jahr 2024 wurde Ingombota wieder ein eigener Kreis, der die Hauptstadtfunktion für die Provinz Luanda übernimmt.

## Ortsname
Das Wort Ingombota stammt aus dem Kimbundu, einer Landessprache Angolas. Es gibt zwei Theorien über seine Herkunft. Man nimmt an, dass Ingombota eine Verbindung der Worte „Ingombo“ und „Kuta“ ist, was einen Ort bezeichnet, wo es einen Überfluss an Okra, einer Gemüsepflanze, gibt. Eine andere Möglichkeit wäre die Kreuzung der Worte „Ngombo“ mit „Kuta“ was so viel heißt wie Zufluchtsort für Banditen (möglicherweise Sklaven), wobei das Wort Ngombota, auf Portugiesisch zu Ingombota wurde.

## Lage und Sehenswürdigkeiten
Die Gemeinde grenzt an die Bucht von Luanda und liegt teils auf einer Anhöhe. Es beherbergt den Palast des Staatspräsidenten, einige Ministerien, mehrere kulturelle Einrichtungen, die meisten großen staatlichen Firmen – wie z. B. das Erdölunternehmen  Sonangol – und den Hauptbahnhof von Luanda.
Die Ilha do Cabo ist der Flanierbereich der Einwohner von Luanda, mit seinen Sandstränden und dem Blick über die Bucht auf Luanda. Hier liegt die Kirche Nossa Senhora do Cabo, die älteste Kirche Angolas.
Die Baixa (Unterstadt) ist das Finanz- und Geschäftsviertel von Luanda. Hier ist der Sitz mehrerer Ministerien sowie der größten Unternehmen Angolas. In- und ausländische Unternehmenssitze befinden sich vor allem an der Avenida 4 de Fevereiro, der Uferpromenade. Hier gibt es zahlreiche Wolkenkratzer, darunter das höchste Gebäude Angolas – der 145 m hohe Imob Business Tower – mehrere Top-Hotels, zahlreiche Restaurants, Clubs, Bars, Bäckereien, Kioske, Geschäfte aller Art und das einzige Shopping-Center im Zentrum von Luanda – die anderen liegen in den Vororten (Stand 2020).
In der Cidade Alta (Oberstadt) befinden sich neben bereits erwähnten Regierungsgebäuden, die Nationalversammlung von Angola, die Festung São Miguel von Luanda und die Jesuitenkirche. Hier liegt auch Paulo Dias de Novais begraben, erster Gouverneur von Angola und Stadtgründer im 16. Jahrhundert. Dieser Teil von Luanda ist bei Besuchern und Touristen sehr beliebt, da eine ständige Präsenz von Polizisten rund um das Regierungsviertel hohe Sicherheit garantiert.
In Ingombota befinden sich auch das Museum der angolanischen Streitkräfte, das Nationalmuseum für Anthropologie, das Museum für Naturgeschichte von Angola, das Museum für Wissenschaft und Technologie sowie das Museum des Geldes von Angola.